# 박덕배
박덕배(朴德培, 1953년 2월 3일 ~ , 충남 서천)는 대한민국의 공무원이다. 본관은 고령.

## 학력
- 양정고등학교 졸업
- 서울대학교 해양학 학사
- 서울대학교 환경대학원 석사

## 경력
- 1998년 ~ 1999년 : 해양수산부 국제협력담당관
- 1999년 : 해양수산부 어업진흥국장 직무대리
- 2000년 : 해양수산부 근무(부이사관)
- 2000년 ~ 2001년 : 해양수산부 어업자원국 국장
- 2002년 ~ 2003년 : 해양수산부 수산정책국 국장
- 2003년 ~ 2004년 : 제34대 해양수산부 차관보
- 2006년 2월 ~ 2008년 2월 : 국립수산과학원장
- 2008년 3월 ~ 2009년 1월 : 농림수산식품부 제2차관
- 2009년 12월 ~ 2011년 12월 : 제4대 농촌희망재단 이사장
- 한반도수산포럼 대표

## 수상
- 1991년 : 대통령 표창

| 전임 이은 (해양수산부 차관) | 초대 농림수산식품부 제2차관 2008년 3월 1일 ~ 2009년 1월 22일 | 후임 하영제 |